# Norman Keith Bonner Robson
Norman Keith Bonner Robson (1928 ) es un botánico inglés, que realizó importantes expediciones botánicas a Marruecos, Zambia, Malaui.

## Algunas publicaciones
- norman keith bonner Robson, eve Robson. 1991. Maravillas de la botánica. Poster Art. Ed. LIBSA. 8 pp. ISBN 84-7630-023-9

- s.l. Crockett, n.k.b. Robson, N. K. B.. 2011. Taxonomy and chemotaxonomy of the genus Hypericum. Med. Aromat. Plant Sci. Biotechnol. 5 (special issue 1): 1–13

### Libros
- charles russell Metcalfe, norman keith bonner Robson, David frederick Cutler, m. Gregory. 1970. New research in plant anatomy. Botanical J. of the Linnean Soc. Ed. Linnean Society of London by Academic Press. 250 pp. ISBN 0-12-590650-1

- norman k. bonner Robson, josé gonçalves García. 1973. Flora de Moçambique: Ochnaceae, vv 40, ed. Junta de Investigações do Ultramar, Centro de Botânica, 27 pp.

- john montague Gillett, norman keith bonner Robson. 1981. The St. John's-Worts of Canada (Guttiferae). Nº 11 de Publications in botany. 40 pp. ISBN 0-660-10323-0

- 1985. Studies in the genus Hypericum L. (Guttiferae): 3. sections 1. Campylosporus to 6a. Umbraculoides. Volumen 12, Nº 4 de Bulletin of the British Museum (Natural History): Botany. 325 pp. ISBN 0-565-08003-2

- eve Robson, norman keith bonner Robson. 1990. Plants. Classic natural history prints. Studio Editions. 128 pp. ISBN 1-85170-390-X

- 1994. Celastraceae. Flora of tropical east africa : preparada por Royal Botanic Gardens, Kew, y asistencia de herbarios del África del este. 78 pp. ISBN 90-6191-365-9

- norman keith bonner Robson, eve Robson. 1999. Maravillas de la Botánica. Poster Art Series. Ed. Libsa, 88 pp. ISBN 8476308167, ISBN 9788476308165

- --------------------------------------. 2010. Studies in the genus Hypericum L. (Hypericaceae) 5(2). Sections 17. Hirtella to 19. Coridium. Phytotaxa 4 (1): 127–258

## Honores

### Eponimia
Género
- (Celastraceae) Robsonodendron R.H.Archer[3]